# André-Armand Legrand
Le Colonel André-Armand Legrand, dit « Biban », né le 5 décembre 1914 à La Teste-de-Buch (Gironde) et mort le 21 novembre 2003 à La Teste-de-Buch (Gironde), est un aviateur français, considéré comme un des as de la chasse de l'Armée de l'air.

## Biographie
Pupille de la Nation, il est né un peu moins d'un an avant la mort de son père soldat au 3e Régiment d'Infanterie Coloniale, tué le 25 septembre 1915 à Ville-sur-Tourbe, (Marne).

### Pilote de Guerre, Campagne de France (1939-1940)
Au début de la Seconde Guerre mondiale, sergent-pilote, il appartient à l'escadrille des Sioux du Groupe de Chasse II/5 La Fayette. Basé en Lorraine sur l'aérodrome de Toul Croix-de-Metz, il participe aux premiers combats aériens du conflit. Le 20 septembre 1939, aux commandes de son Curtiss H75-C1 n°1, il est le premier pilote français à abattre un appareil ennemi, un Messerschmitt Bf 109 E du 3./JG 53 au-dessus d'Überherrn.
Le 9 novembre 1939, en protection d'un avion de reconnaissance au-dessus de la Sarre avec huit autres appareils (Curtiss) de son escadrille, il est attaqué par vingt sept Messerschmitt Bf 109D du JGr 102 conduits par Hannes Gentzen. Le lieutenant Pierre Houzé est le chef du dispositif français. À l'issue du combat qui s'ensuit, les français peuvent revendiquer neuf ennemis abattus, dont deux par le sergent Legrand, sans subir de perte. À court de carburant lors de son retour vers Toul, Legrand se pose dans un champ près de Lesse (Moselle) où il est recueilli par une unité du Génie. Cet épisode de la guerre aérienne qui fut appelé le combat des 9 contre 27 fit immédiatement l'objet d'un reportage de plusieurs pages dans Paris Match. Le revers subi par les Allemands entrainera le retrait du JGr 102 à Bonn et la convocation de Gentzen à Berlin pour s'expliquer sur ce cuisant échec.
Le 11 novembre 1939, le sergent reçoit la seconde palme de sa croix de guerre. Le 10 janvier 1940, au-dessus de Kirschnaumen (Moselle), il remporte sa quatrième victoire sur un Messerschmitt 109 E3 du 1./JG 2. Le 5 février 1940, il est promu sergent-chef.
Le 15 mai suivant, le capitaine Monraisse, l'adjudant-chef Dugoujon, le sous-Lieutenant tchèque Klan et le sergent-chef Legrand sont à l'origine de la probable destruction d'un Heinkel 111 du III./KG 55 du côté de Noyon. Le lendemain, il achève un Henschel Hs 126 déjà mis à mal par quatre de ses coéquipiers. Pour la première fois mais sans dommage vital, son appareil est touché.
Le 20 mai, la formation de Curtiss dont il fait partie abat un Dornier 17 qui s'écrase à Crepey, près de Toul. Le 25 mai, c'est du côté d'Angevillers, près de Thionville (Moselle) qu'il remporte sa septième victoire homologuée sur un autre Dornier 17. Un nouveau Messerschmitt Bf 109 subit les feux des mitrailleuses du Curtiss de Legrand avant de tomber en flammes du côté d'Amiens.
L'avancée des troupes allemandes, le 13 juin 1940, est telle que le groupe reçoit l'ordre de quitter Toul pour Dijon. C'est depuis cet aérodrome qu'il partage avec deux de ses coéquipiers une victoire sur un Heinkel 111. Puis c'est vers Lyon et Perpignan que les pilotes sont envoyés.

### Départ pour l'Afrique du nord
Dès le 19 juin 1940 au matin, faisant fi des informations annonçant un armistice, la majorité des groupes de chasse décolle cap au sud, en direction de  l'Algérie. Le 20 juin à 10 heures, c'est au tour du Groupe 2/5 au grand complet de prendre la direction d'Oran où, en application des conditions d'armistice, les appareils se voient techniquement mis dans l'impossibilité de voler. Ces dispositions n'empêchent cependant pas le 30 juin les évasions vers Gibraltar de plusieurs pilotes comme René Mouchotte, Émile Fayolle et quelques autres qui s'emparent de deux appareils sur la base aérienne d'Oran-la-Sénia avec la ferme intention de poursuivre le combat aux côtés des Britanniques. Legrand et quelques-uns de ses équipiers sont en train d'envisager une fuite vers Gibraltar quand survient l'affaire de Mers-el-Kébir.

### Affaire de Mers-el-Kébir (1940)
Le 3 juillet 1940, de nombreux bâtiments de la Royal Navy se positionnent devant Mers-el-Kébir pour demander le ralliement ou l'acheminement vers un port neutre (en Espagne) des navires français au mouillage. Ayant rejeté l'ultimatum britannique, le commandement français ordonne la remise en état des appareils de la chasse cloués au sol et les envoie couvrir le port d'Oran. La patrouille de trois Curtiss dont fait partie le sergent-chef Legrand se retrouve rapidement confrontée à trois Blackburn Skuas. Legrand en abat un sans état d'âme.
Ce regrettable épisode de la guerre aura pour fâcheuse conséquence de détourner les aviateurs français de leur volonté de poursuivre la lutte contre les Allemands (et les Italiens) en se ralliant aux forces britanniques. Gibraltar n'est pas si loin mais la rancœur l'emporte et peu de militaires français choisissent de rallier l'Angleterre.
Le 14 juillet 1940, bien qu'il ne soit que sergent-chef, André-Armand Legrand reçoit la Légion d'honneur et fin juillet obtient son galon de sous-lieutenant.

### 1942 - 1945
Lors du débarquement allié en Afrique (opération "Torch"), étant resté sous les ordres du gouvernement de Vichy, il descend deux chasseurs (dont 1 probable) de l'aéronavale américaine, des F4F, à proximité de Casablanca. Les pilotes américains répliquent et son avion est tellement endommagé qu'il est détruit lors de son atterrissage forcé.
En janvier 1944, il est nommé instructeur à Meknès.
Ses victoires sont au nombre de 6 auxquelles s'ajoutent 3 victoires en collaboration et 1 victoire probable en collaboration.

### Après 1945
Après un passage à la base aérienne de Tours, le capitaine Legrand passe par différents postes en métropole, au Maroc et en Algérie. Le lieutenant-colonel Legrand est affecté à l'état-major de la FATAC (Forces Aériennes Tactiques) et quitte l'armée de l'air en janvier 1969.

## Distinctions
- Commandeur de la Légion d'honneur
- Médaille militaire
- Croix de guerre 1939–1945  avec 9 palmes et 4 étoiles
- Croix de la Valeur militaire
- Médaille de l'Aéronautique

## Auteur
- Chasseurs en vue : On attaque, éd. Jacques Grancher, Paris, 1992,  (ISBN 2733903675)